# مكتبة رين

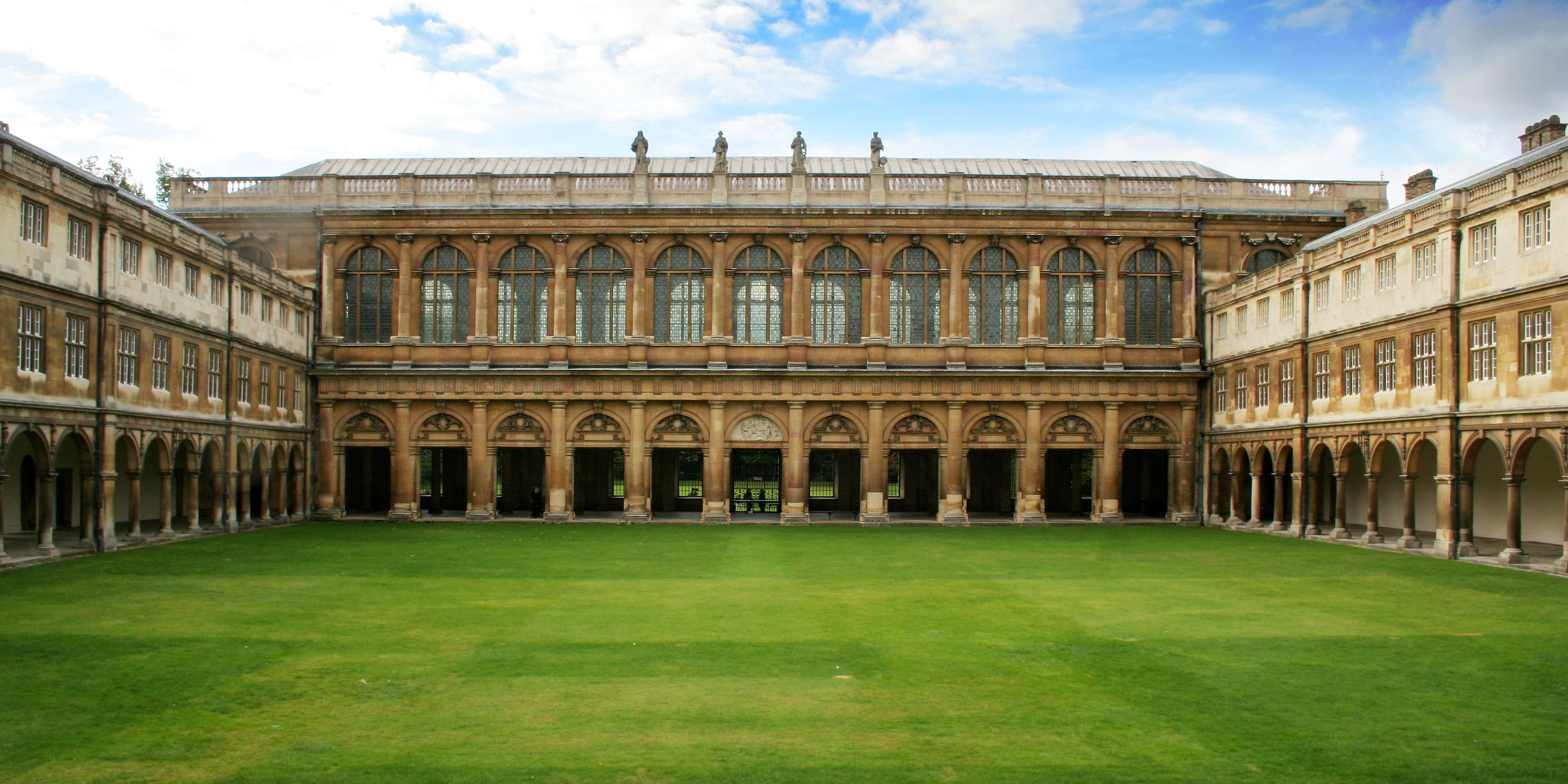
مشهد لمكتبة ورين مقابل محكمة نيفيل

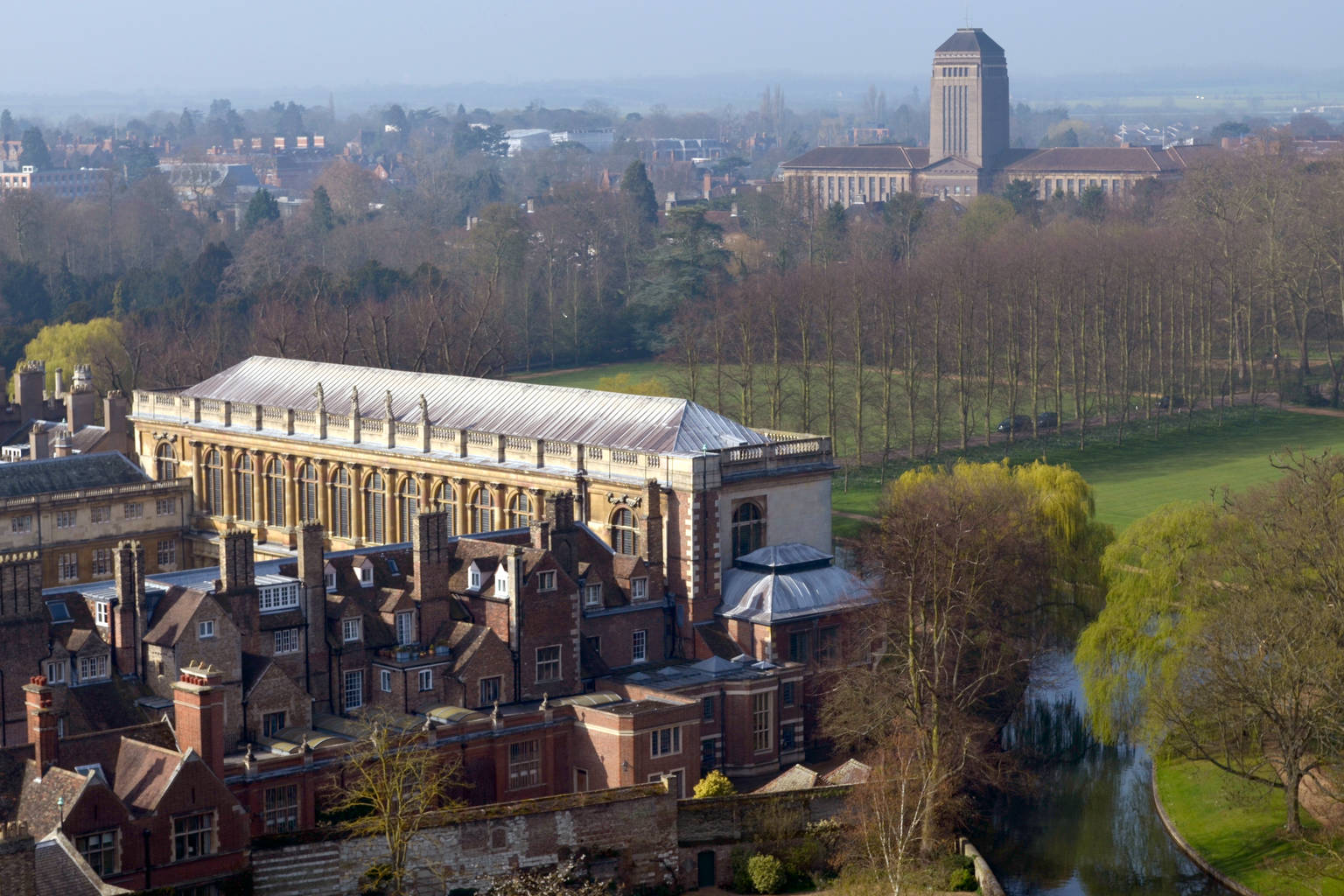
منظر لمكتبة رين (من الأمام) ومكتبة الجامعة (من الخلف) معروضة من أعلى برج كنيسة سانت جونز

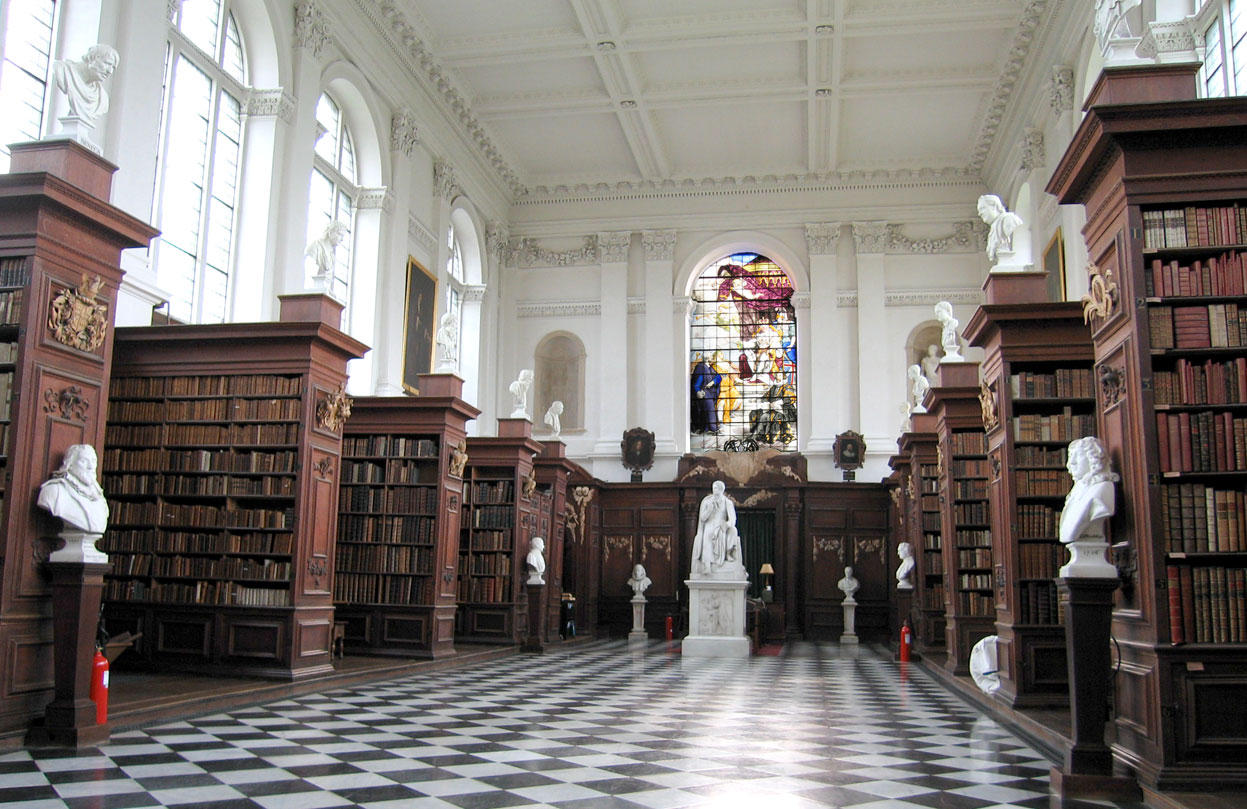
الجزء الداخلي من المكتبة ، تظهر المنقوشات من خشب الزيزفون وقد رسمها جرينلينغ جيبونز

تعد مكتبة رين تابعة لـ كلية ترينيتي في كامبريدج. وصممت المكتبة من قبل كريستوفر رين في عام 1676 واكتمل بناءها في عام 1695.

## الوصف
تعد مكتبة رين حجرة واحدة كبيرة تم بناءها فوق رواق مكشوف في الطابق السفلي من محكمة نيفيل. وتقع أرضية المكتبة ضمن الطابق العلوي على بعد عدة أقدام أسفل القسم الخارجي بين الطابقين، مما يعطي توافق بين متطلبات الاستخدام وانسجام النسبة المعمارية. ويُنسب لهذه المكتبة فضل كبير باعتبارها من اوائل المكتبات التي التي تم بناؤها بنوافذ كبيرة لاضفاء مستويات مريحة من الضوء لمساعدة القراء.
وتم ترتيب رزم الكتب في صفوف متعامدة على الجدران تحت الرفوف الفاصلة بين النوافذ. وفي نهاية كل رزمة، فنجد نقش من خشي الزيزفون نقشت من قبل جريلينج جيبونز، وفقها توجد منحوتات لابرز الكتاب على مر العصور مصنوعة من الجبس. ويوجد ايضاً تماثيل نصفية رخامية أخرى تقف على قواعد موضوعة على قواعد خشبية تمثل أعضاء بارزين في الكلية واغلب هذه التماثيل نحتت من قبل لويس فرانسوا روبيلياك. . واضيف لاحقاً تمثال كامل الحجم لـ اللورد بايرون نحتت من قبل بيرتل ثورفالدسن، وسابقاً عرض التمثال على وستمنستر آبي لوضعها في ركن الشعراء، ولكنه رفضها بسبب سمعة الشاعر السيئة اخلاقياً.
وتوجد أربعة تماثيل لـ غابرييل سيبر على السور الشرقي لسقف المكتبة تمثل الالوهية والقانون، والفيزياء (الطب) والرياضيات.

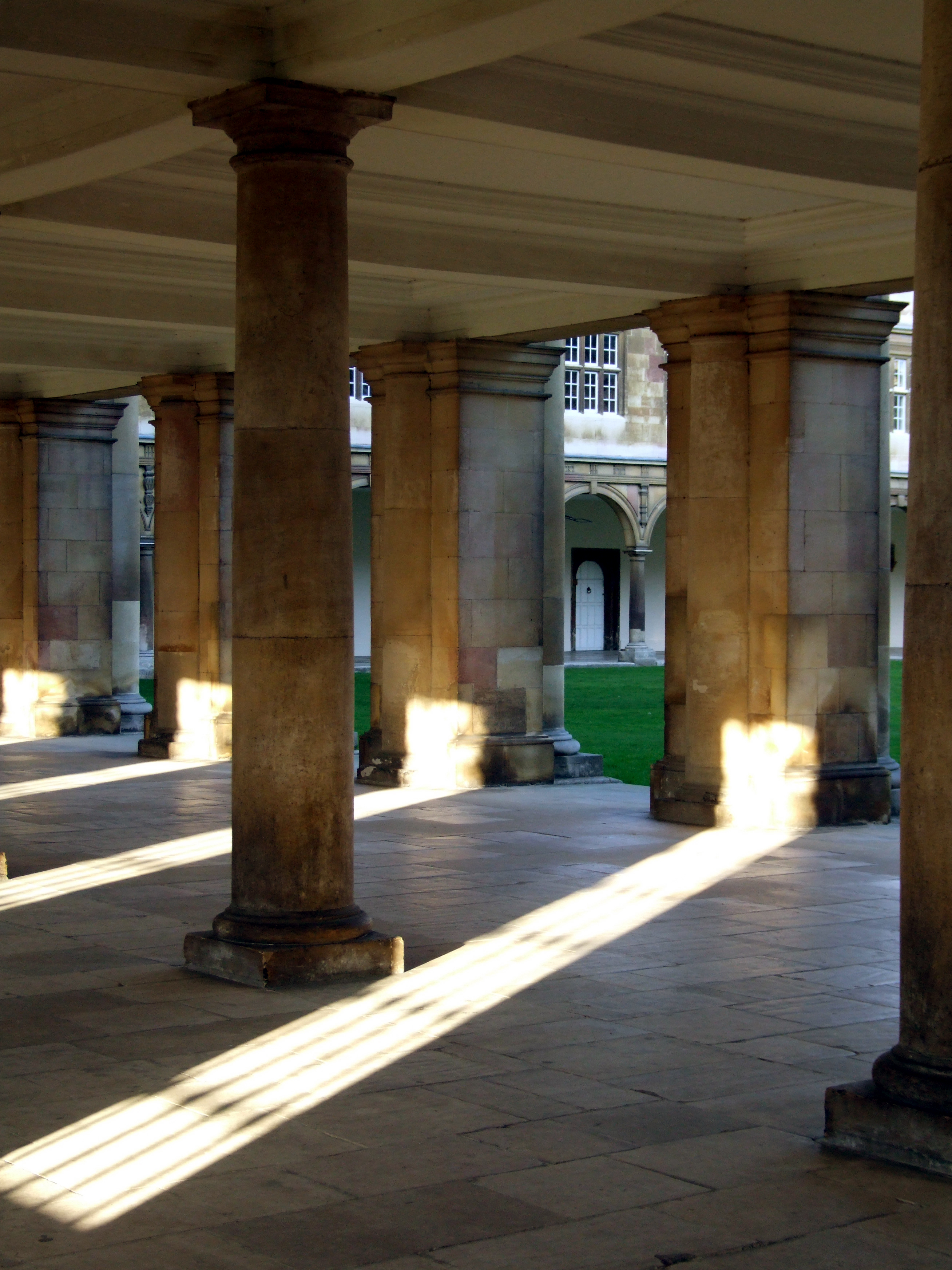
المخابئ اسفل الغرفة الرئيسية للمكتبة. انظر إلى مستوى السقف عند نقطة انطلاق الأقواس الخارجية وليس في قمتها.

وكونها جزء من مجمع المباني المحيطة بمحكمة نيفيل، والمحكمة الكبرى، والمحكمة الجديدة، فان مكتبة رين تعتبر مبنى تاريخي محمي من الدرجة الأولى.
صمم رين مكتبة أخرى الا وهي مكتبة كاثيدرال لينكولن.

## الكتب المرموقة
وتحتوي هذه المكتبة على الكثير من الكتب والمخطوطات النادرة المرموقة، والتي توارثها العديد من أعضاء الكلية السابقين.
الكتب المندرجة في المجموعة هي
- نسخة من الطبعة لإسحاق نيوتن من كتاب الاصول الرياضية للفلسفة الطبيعية مع ملاحظات مكتوبة بخط اليد للطبعة الثانية.[3]
- دفتر ملاحظات إسحاق نيوتن من 1659 إلى 1661 [4]
- نسخة من القرن الثامن لـ رسائل القديس بول [5]
- ما يقارب من 1250 مخطوطة من القرون الوسطى وايضا القرن الثاني عشر، ومنها سفر المزامير لـ ادوين من كنيسة المسيح، وكانتربري، ورؤيا لـ انجلو نورمان ترينيتي في القرن الثالث عشر عن نهاية العالم وايضا Trinity Carol Roll من القرن الخامس عشر.[6][7]
- مخطوطة الان الكسندر ميلن الا وهي ويني-ذا-بوه وكتاب البيت في زاوية بوه.[8]
- مجموعة من اوائل طبعات كابيل لـ شكسبير
- مجموعة مخطوطات من قصائد اوتوجراف لـ جون ميلتون [9]
- مخطوطة من القرن الرابع عشر لرؤيا بيرس بلومان [10]
- الكثير من الأعمال التي طبعت عن طريق ويليام كاكستون، وتشمل أول كتاب مطبوع باللغة الإنجليزية وأول كتاب مطبوع مؤرخ انتج في إنجلترا
- العديد من مذكرات مكتوبة بواسطة لودفيج فيتجنشتاين
- ملاحظات كتبت بخط اليد من قبل روبرت أوبنهايمر تصف اختبار القنبلة الذرية "ترينيتي" في نيو مكسيكو، الولايات المتحدة
- الدفتر المفقود لرامانوجان
- طبعة عام 1620 لترجمة ويليام مورغان للكتاب المقدس إلى اللغة الويلزية

## برامج رقمية
في مطلع عام 2014، شرعت المكتبة لتقديم برنامجًا رئيسيًا للرقمنة. وإلى الآن، فان أكثر من 160 مخطوطة من اصل 1250 مخطوطة من القرون الوسطى والتي تملكها الكلية فقد تم تحويلها إلى برامج رقمية وهي متاحة مجانًا للقراءة عبر االشبكة العنكبوتية. ويمكن الاطلع على رابط لقائمة المخطوطات الرقمية في الروابط الخارجية أدناه.

## الزيارة
المكتبة مفتوحة للعامة،  ولكن أوقات الافتتاح محدودة. وليس هنالك رسوم للدخول لمكتبة رين.

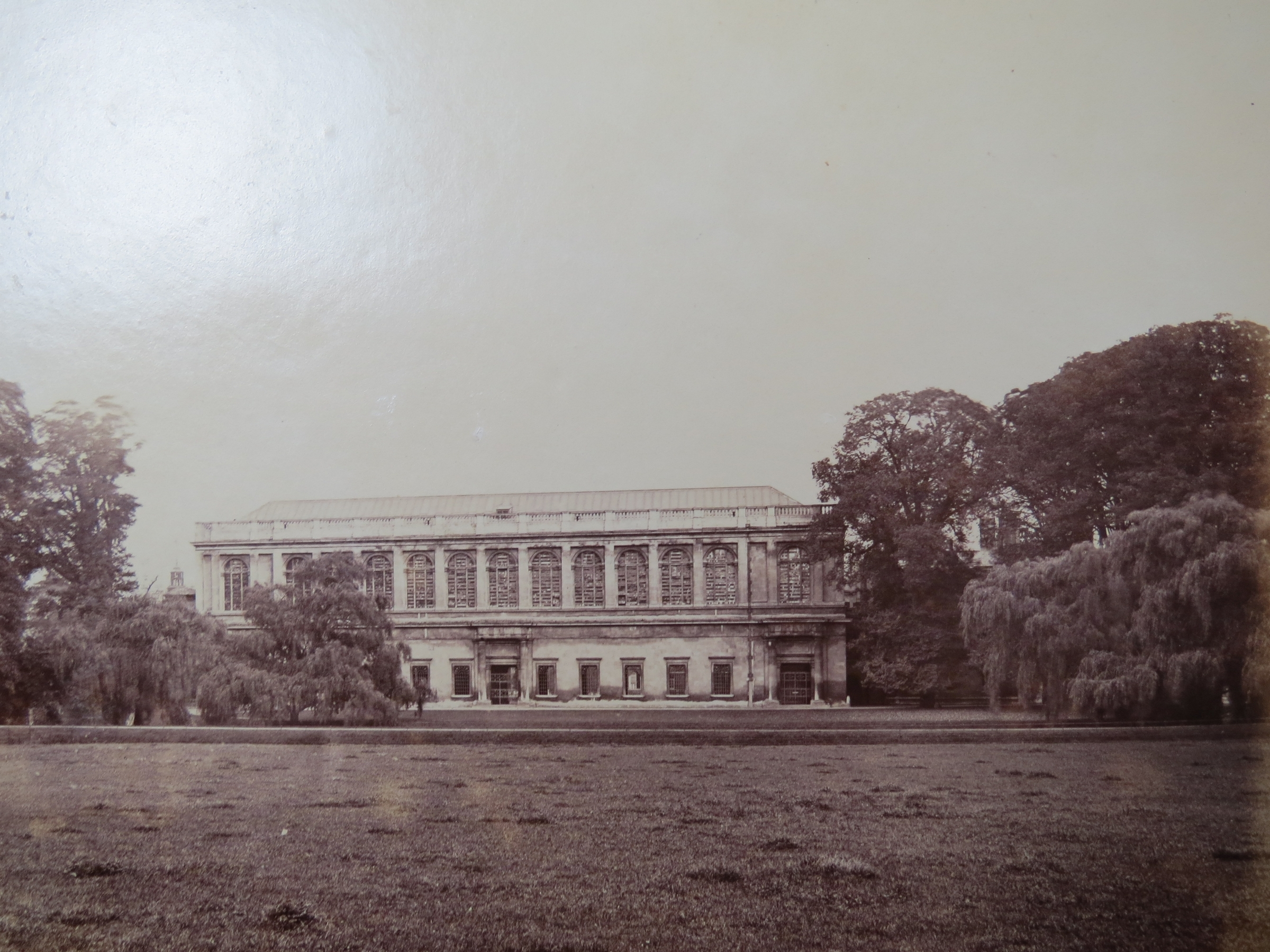
صورة تاريخية للواجهة الخارجية ، تقريبا في عام 1870
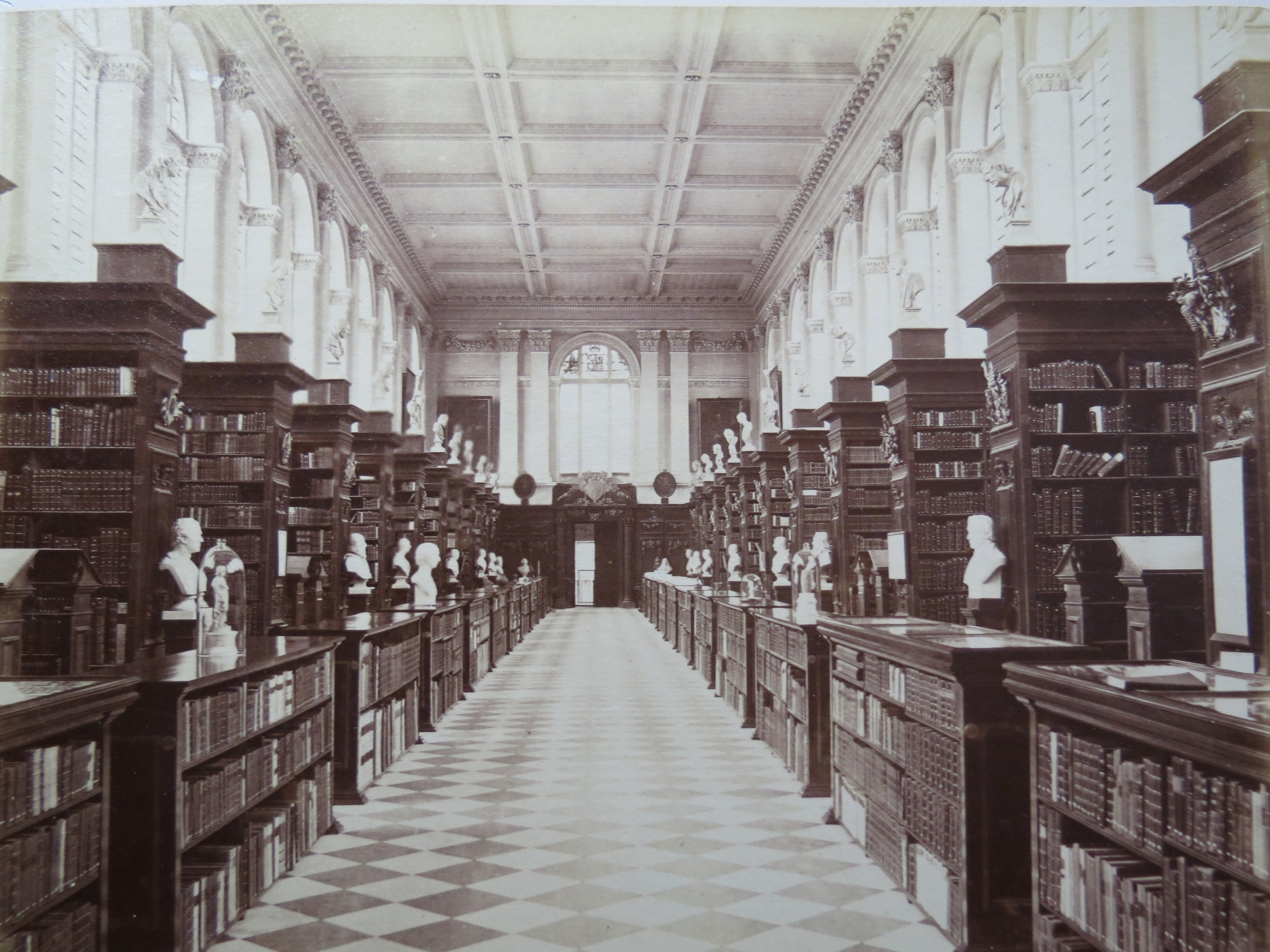
صورة تاريخية من الداخل، في عام 1870 تقريباً

## روابط خارجية
- Trinity College pages for the Library Wren
- اThe online catalogue of digitised manuscripts نسخة محفوظة 9 يونيو 2018 على موقع واي باك مشين. in the Wren Library.
- Trinity College one of "The 20 Most Spellbinding University Libraries In The World" Independent Newspaper